# آپاسیاک

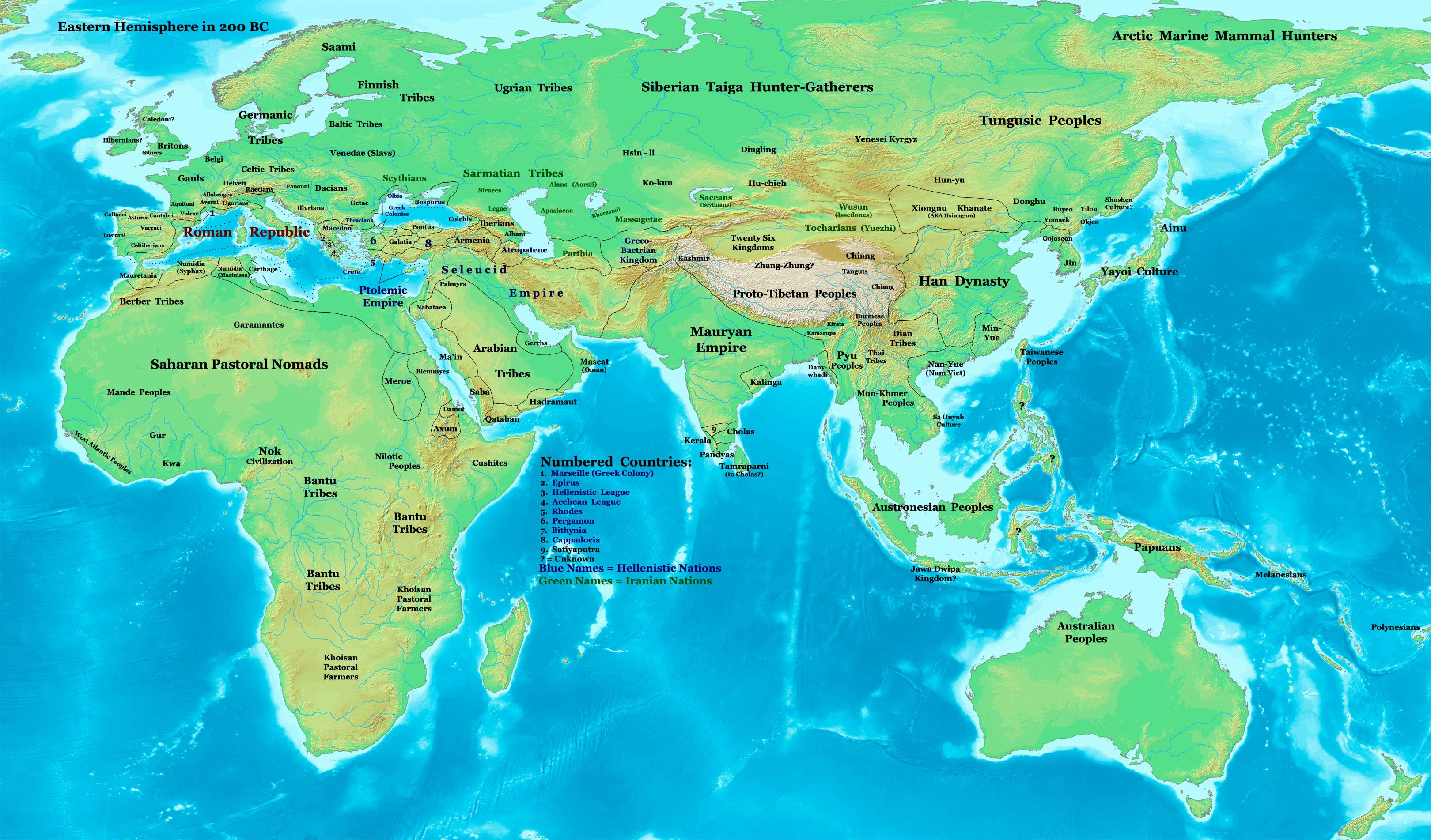
جایگاه آپاسیاک‌ها در سال ۲۰۰ پیش از زایش مسیح در شما سرزمین‌های زیر فرمان اشکانیان و میان دو دریای خوارزم و دریای آبسکون نشان داده شده‌است.

آپاسیاک‌ها (به لاتین: Apasiacae) قبیله‌ای از سکاییان ماساژت بودند که میان دو رود آموی و تانائیس و در کرانه‌های دریای خوارزم می‌زیستند.
از آپاسیاک‌ها در بنمایه‌های ایرانی اثری به جای نمانده‌است، ولی نویسندگان یونانی و سپس رومی از آنان یاد کرده‌اند. برای نمونه استفانوس بیزانتیوس آنان را باشندهٔ سوی خاوری دریای خوارزم در مصب سیردریا می‌داند. نام آنان در تاریخ آنگاه نمود پیدا کرد که ارشک پس از شکست از سلوکوس دوم در ۲۳۰ پیش از میلاد بدیشان پناهنده‌شد.

## واژه‌شناسی
احتمال داده‌اند که آپاسیاک یونانی شدهٔ واژهٔ ایرانی آپه‌سَکا *Āpa-sakā به معنای سکاهای آبی باشد. معنای پیشنهادی دیگر آپَشیاکه *Āpa-šyā-ka می‌باشد به معنای شادان از آب.